# 카사하라 미카
가사하라 미카(일본어: 笠原 美香, MIKA KASAHARA, 1991년 4월 19일 ~ )은 일본의 배우, 모델이다. 플레이브 엔터테인먼트 소속.